# Sweet Gwendoline
Sweet Gwendoline är huvudpersonen i en serie amerikanska bondage-serietidningar av tecknaren John Willie, utgivna på 1950- och 60-talet. Hon är en kurvig blondin som i nästan alla historier blir kidnappad och bunden av skurken Sir Dystic D'Arcy och sedan vanligtvis räddad av den lika kurviga brunetten Secret Agent U-69. D'Arcy var delvis baserad på Willie själv.
Det tyska punkbandet Die Ärzte har gjort en låt om Sweet Gwendoline och använder en bild på henne bakbunden som sin symbol. Långfilmen The Perils of Gwendoline in the Land of the Yik-Yak (1984) av Just Jaeckin med Tawny Kitaen i titelrollen är baserad på serien. 
Sweet Gwendoline är idag tillsammans med Bettie Page en av de största bondage-ikonerna.